# Alfred Graefe
Alfred Karl Graefe (født 23. november 1830 i Martinskirchen ved Mühlberg an der Elbe, død 12. april 1899 i Weimar) var en tysk øjenlæge. Han var brodersøn af Carl Ferdinand von Graefe.